# Енні Джамп Кеннон
Енні Джамп Кеннон (англ. Annie Jump Cannon; 11 грудня 1863 — 13 квітня 1941) — американська астрономка, чия робота з каталогізації зір відіграла важливу роль у розвитку сучасної спектральної класифікації зір.
У дитинстві здобула гарну жіночу освіту, потім професійно займалась фотографією. Через перенесену скарлатину майже оглухла. Під впливом своєї вчительки Сари Френсіс Вайтінг зацікавилась спектроскопією. На запрошення Едварда Пікерінга працювала в Обсерваторії Гарвардського коледжу у складі Гарвардських обчислювачок — групи жінок, найнятих для обробки астрономічних даних.
Кеннон навчилась точно й дуже швидко класифікувати зоряні спектри і протягом життя прокласифікувала спектри близько 350 тисяч зір, допомігши укласти Каталог Генрі Дрейпера (1918—1924) та кілька інших важливих каталогів. Спільно з Пікерінгом вона створила Гарвардську схему класифікації — розділення зір на спектральні класи O, B, A, F, G, K, M і подальше розділення кожного класу на 10 підкласів. Цю систему затвердив Міжнародний астрономічний союз (1922), і з незначними змінами її вживають дотепер.
За свої наукові досягнення вона була нагороджена багатьма відзнаками. Зокрема, вона стала першою жінкою, нагородженою медаллю Генрі Дрейпера, першою жінкою-посадовицею в Американському астрономічному товаристві і першою почесною докторкою Оксфордського університету. На її честь Американське астрономічне товариство присуджує Премію Енні Джамп Кеннон для американських астрономок.

## Біографія

### Дитинство
Кеннон народилась 11 грудня 1863 року в Довері, штат Делавер. Вона була старшою з трьох дочок у родині Вілсона Кеннона, суднобудівника із Делаверу та сенатора штату, та його другої дружини Мері Джамп. Знаходити на небі сузір'я її навчила мати, скориставшись старим підручником з астрономії, щоб визначити зорі, видимі з їхнього горища. Мати заохочувала дочку слідувати своїм власним зацікавленням і запропонувала їй продовжити вивчення математики, хімії та біології в Коледжі Веллслі. Також мати навчала Кеннон економіці домашнього господарства, що пізніше допомагало їй в організації власних досліджень.

### Освіта
Кеннон навчалась у Вілмінгтонській конференційній академії (англ. Wilmington Conference Academy, пізніше відомома як Веслі-коледж). Вона була успішною студенткою, особливо з математики. У 1880 році її відправили до Коледжу Веллслі в Массачусетсі, — одного з найкращих навчальних закладів для жінок у США. Там вона вивчала фізику й астрономію.
Кеннон навчалася під керівництвом Сари Френсіс Вайтінг, однієї з небагатьох жінок-фізиків у США. На випускній церемонії коледжу Веллслі вона стала валедікторіанкою, тобто найкращою з випускниць, якій було доручено оголосити промову. У 1884 році вона здобула у Веллслі ступінь з фізики й на наступні десять років повернулася додому в Делавер.
У ці роки Кеннон вдосконалювала свої навички в новому на той час мистецтві фотографії. У 1892 році вона подорожувала Європою й робила фотографії на камеру Блера. Повернувшись додому, вона опублікувала свої замітки та фотографії з Іспанії в брошурі під назвою «Слідами Колумба» (англ. In the Footsteps of Columbus). Цю брошуру, видану компанією Блера, розповсюджували як сувенір на Всесвітній виставці 1893 року в Чикаго.
Незабаром після цього Кеннон захворіла на скарлатину, через яку вона майже оглухла. Їй стало важко спілкуватися з людьми, і вона з головою поринула в роботу. У 1894 році померла мати Кеннон, і життя вдома стало важчим. Кеннон написала своїй колишній вчительці в Коледжі Велслі, професорці Сарі Френсіс Вайтінг, і запитала, чи не знайдеться вакансії для неї. Вайтінг запросила її до коледжу на посаду молодшого вчителя фізики. Ця посада дозволила Кеннон проходити просунуті університетські курси з фізики та астрономії. Вайтінг також надихнула Кеннон на вивчення спектроскопії.
У 1894 році Кеннон вступила до Коледжу Редкліфф і стала вивчати там астрономію. Коледж Редкліфф розташовувався біля Гарвардського коледжу, щоб професори Гарварду повторювали свої лекції студенткам Редкліффу. Ці стосунки дали Кеннон доступ до Обсерваторії Гарвардського коледжу. У 1896 році Едвард Пікерінг запросив її стати своєю асистенткою в обсерваторії. І лише значно пізніше, у 1907 році, Кеннон закінчила навчання й отримала ступінь магістра в Коледжі Веллслі.

### Наукова кар'єра

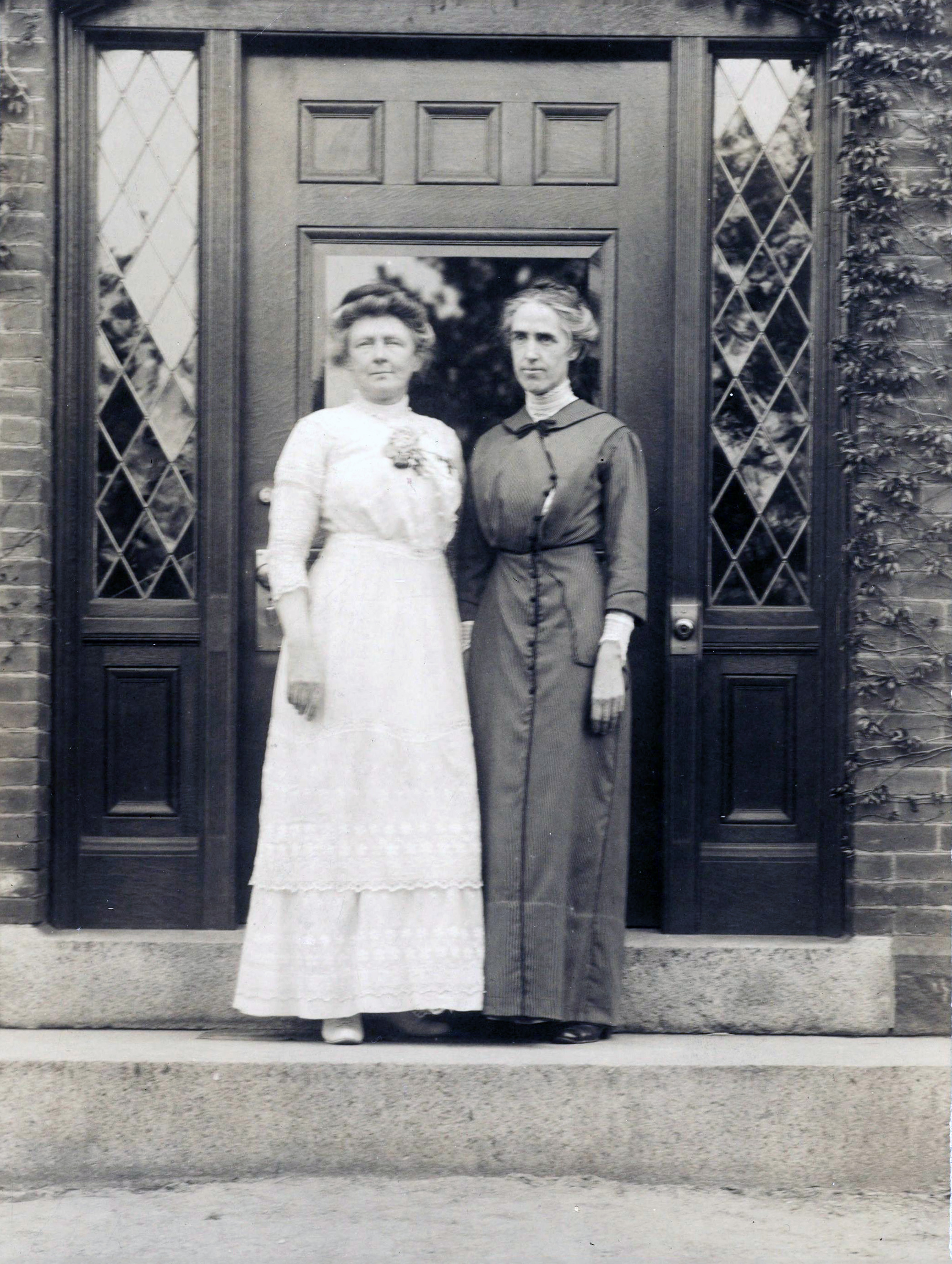
Кеннон із Генрієттою Свон Лівітт, 1913 рік

Від 1896 року Кеннон була членкинею групи Гарвардських обчислювачок, найнятих директором Гарвардської обсерваторії Едвардом Пікерінгом для завершення каталогу Генрі Дрейпера. Головна мета групи полягала в картографуванні та визначенні параметрів всіх зір, яскравіших за фотографічну зоряну величину 9. Мері Анна Дрейпер, вдова багатого лікаря та астронома-любителя Генрі Дрейпера, створила фонд для підтримки цієї роботи. Чоловіки в лабораторії керували телескопами та робили фотографії, а жінки вивчали дані, проводили астрономічні розрахунки та каталогізували ці фотографії. Пікерінг зробив Каталог довгостроковим проектом з отримання оптичних спектрів якомога більшої кількості зір, а також з класифікації зір за спектрами.

Коли Кеннон тільки почала каталогізувати зорі, їй вдалося класифікувати 1000 зір за три роки, але до 1913 року вона навчилась класифікувати по 200 зір на годину. Вона могла класифікувати по три зорі на хвилину, просто дивлячись на фотографії їхніх спектрів. При цьому її робота залишалась високоточною. Пікерінг відзначав:
Міс Кеннон — єдина людина у світі — чоловік чи жінка — здатна так швидко виконувати цю роботу.
Невдовзі після початку роботи над каталогом Дрейпера виникли розбіжності щодо того, як класифікувати зорі. Першою досліджувати це питання почала Нетті Фаррар, але за кілька місяців вона одружилась і покинула Гарвардську обсерваторію. Після цього в класифікації виникли два підходи — Вільяміни Флемінг (яка за дорученням Пікерінга керувала проєктом і позначала спектри літерами в алфавітній послідовності від A до Q, ґрунтуючись переважно на лініях водню серії Бальмера) та племінниці Генрі Дрейпера Антонії Морі (яка позначала спектри числами від I до XXII і додавала літеру a, b чи c для позначення різкості спектральних ліній). У каталозі 1122 зір, опублікованому в 1901 році, Кеннон скоротила схему Флемінг до класів O, B, A, F, G, K, M, зберігши також P для планетарних туманностей і Q для незвичайних зір. Вона також додатково розділила кожен клас на 10 підкласів, позначених числами від 0 до 9 (наприклад, спектральний клас Сонця — G2). Невдовзі з'ясувалося, що схема Кеннон насправді класифікувала зорі за їхньою температурою, і її спектральна класифікація стала загальноприйнятою.
Прокласифікувавши за своєю схемою спектри понад 225 000 зір, Флемінг опублікувала результати у 1918—1924 роках у дев'яти томах як Каталог Генрі Дрейпера (томи 91—99 «Гарвардських анналів»). Також вона класифікувала зорі для «Розширеного каталогу Генрі Дрейпера» (англ. Henry Draper Extension), Єльського каталогу та каталогу, складеного в обсерваторії на мисі Доброї Надії, прокласифікувавши загалом спектри близько 350 000 зір. На основі Каталога Генрі Дрейпера спільно з Гарлоу Шеплі вона статистично дослідила розподіл зір за величинами та спектральними класами. У 1903 і 1907 роках вона склала каталоги змінних зір. Відкрила близько 300 змінних і 5 нових зір, здебільшого за їхніми спектральним характеристиками.

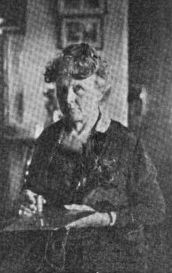
Енні Джамп Кеннон, 1921 рік

Кеннон та інших жінок в обсерваторії, разом із Генрієттою Свон Лівітт, Антонією Морі та Флоренс Кушман, спочатку критикували за те, що вони «не на своєму місці», тобто не є домогосподарками. У той час жінки-астрономки зазвичай не піднімалися вище рівня асистенток, і багатьом із них платили лише 25 центів на годину за сім годин на день, шість днів на тиждень. Лівітт, як і Кеннон, була глухою. Кеннон була однією з лідерок колективу завдяки своїй акуратності й терпінню до виснажливої роботи й навіть допомагала обсерваторії налагоджувати міжнародну співпрацю й обмін обладнанням.

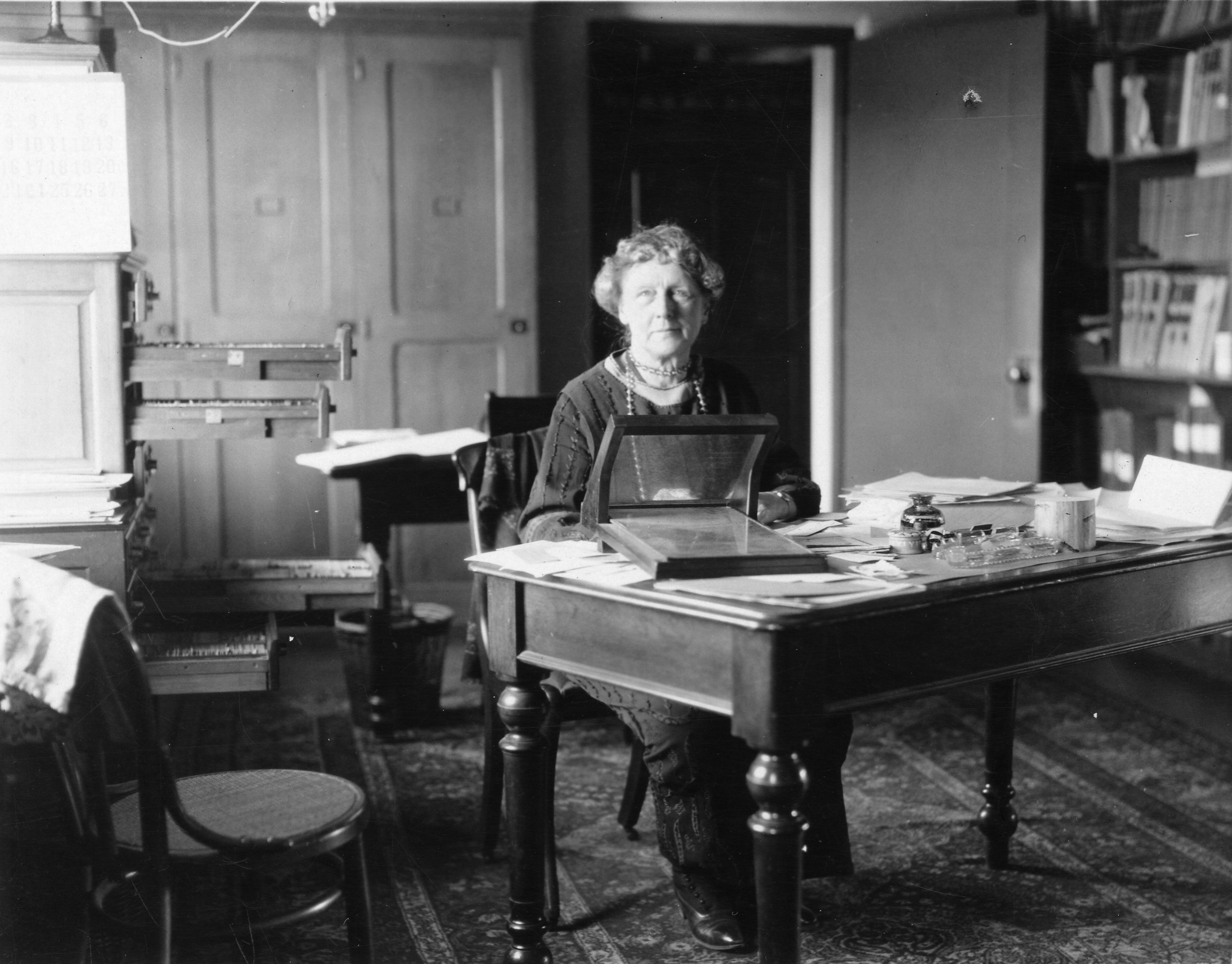
Енні Джамп Кеннон за своїм столом в обсерваторії Гарвардського коледжу

У 1911 році її призначили куратором астрономічних фотографій у Гарварді. У 1914 році вона була обрана почесним членом Королівського астрономічного товариства. У 1921 році вона стала однією з перших жінок, які отримали ступінь почесного доктора європейських університетів, — їй присудили ступінь почесного доктора з математики та астрономії Гронінгенського університету. 9 травня 1922 року Міжнародний астрономічний союз прийняв резолюцію про офіційне затвердження системи зоряної класифікації Кеннон. Лише з незначними змінами ця класифікація використовується дотепер. Того ж 1922 року Кеннон провела шість місяців в Арекіпі в Перу, щоб сфотографувати зорі в південній півкулі. Кеннон була суфражисткою та членкинею Національної жіночої партії. Астрономка Сесілія Пейн співпрацювала з Кеннон і використала її дані, щоб показати, що зорі складаються в основному з водню та гелію. У 1925 році Кеннон стала першою жінкою, яка здобула ступінь почесного доктора наук Оксфордського університету. У 1933 році вона представляла професійних жінок на Всесвітній виставці в Чикаго «Століття прогресу». У 1935 році вона заснувала премію Енні Джамп Кеннон для «жінок будь-якої країни, чий внесок у науку астрономії є найвидатнішим». У 1938 році вона обійняла в Гарвардському університеті іменну посаду «астронома імені Вільяма К. Бонда».

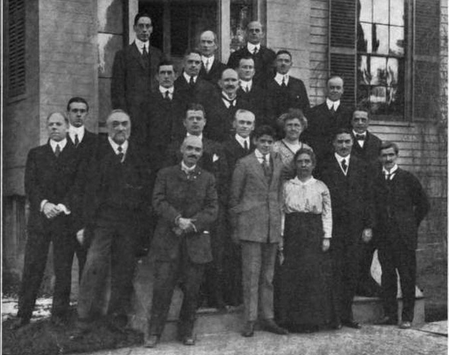
Засідання AAVSO в Гарварді в 1916 році. Дві жінки на фотографії — Іда Вудс (у першому ряду) і Кеннон (позаду Вудс).

### Кінець життя
Кар'єра Енні Джамп Кеннон в астрономії тривала понад 40 років. У 1940 році вона вийшла на пенсію, але навіть після цього продовжувала активно працювати в обсерваторії аж до останніх місяців перед смертю.
Кеннон померла 13 квітня 1941 року в Кембриджі, штат Массачусетс, у віці 77 років. Вона померла в лікарні, прохворівши перед цим понад місяць.

## Особисте життя
Згадують, що Кеннон мала палку вдачу, була непретенціозною та дотепною. Вона вирішила не одружуватись і не мати дітей. Протягом життя Енні Кеннон вела щоденники, які збереглися досі. Їх використовують для вивчення подробиць її біографії.

## Відзнаки

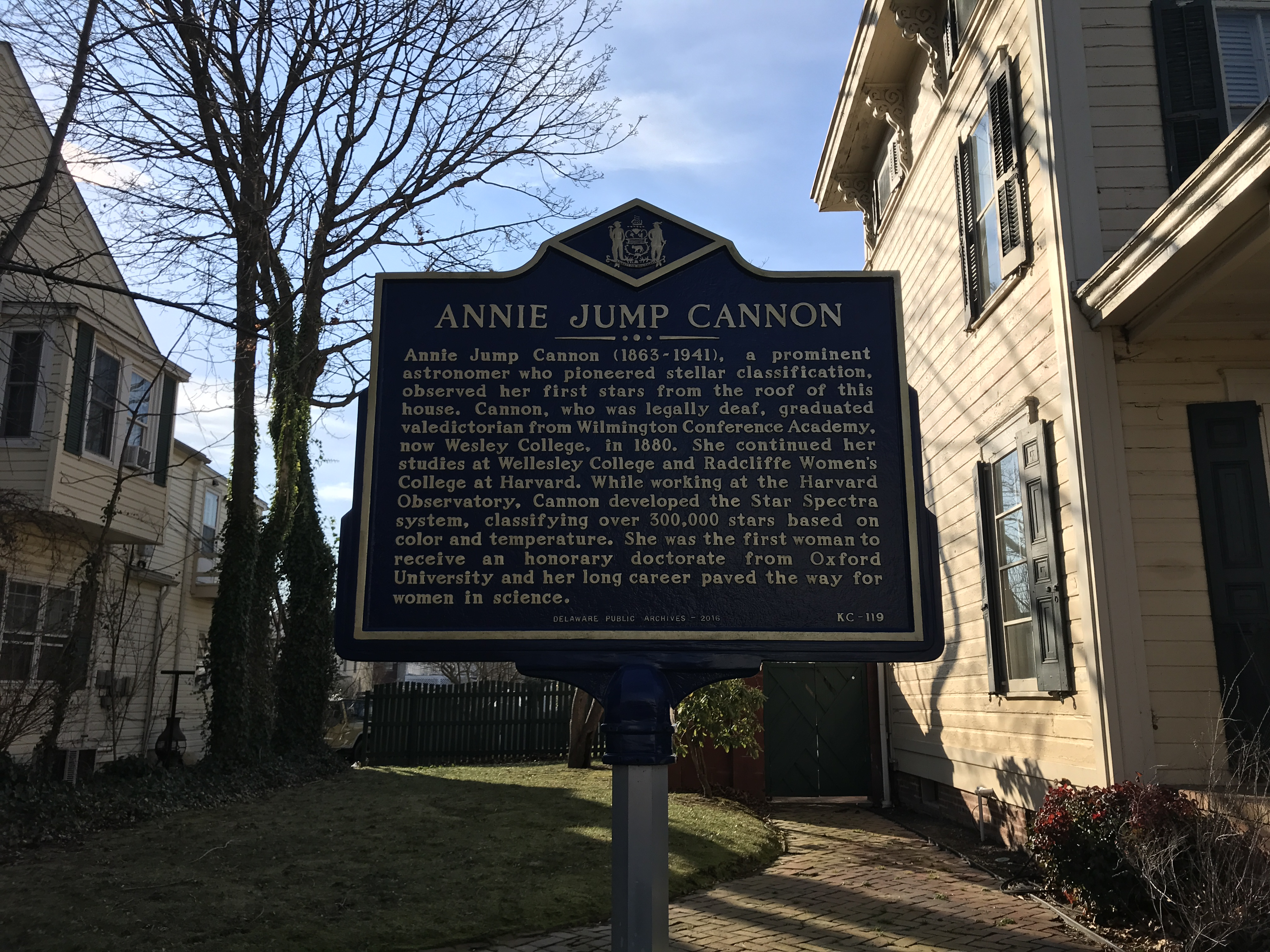
Табличка позначає будівлю (праворуч), де Кеннон вперше спостерігала зорі у Веcлі-коледж (Делавер)

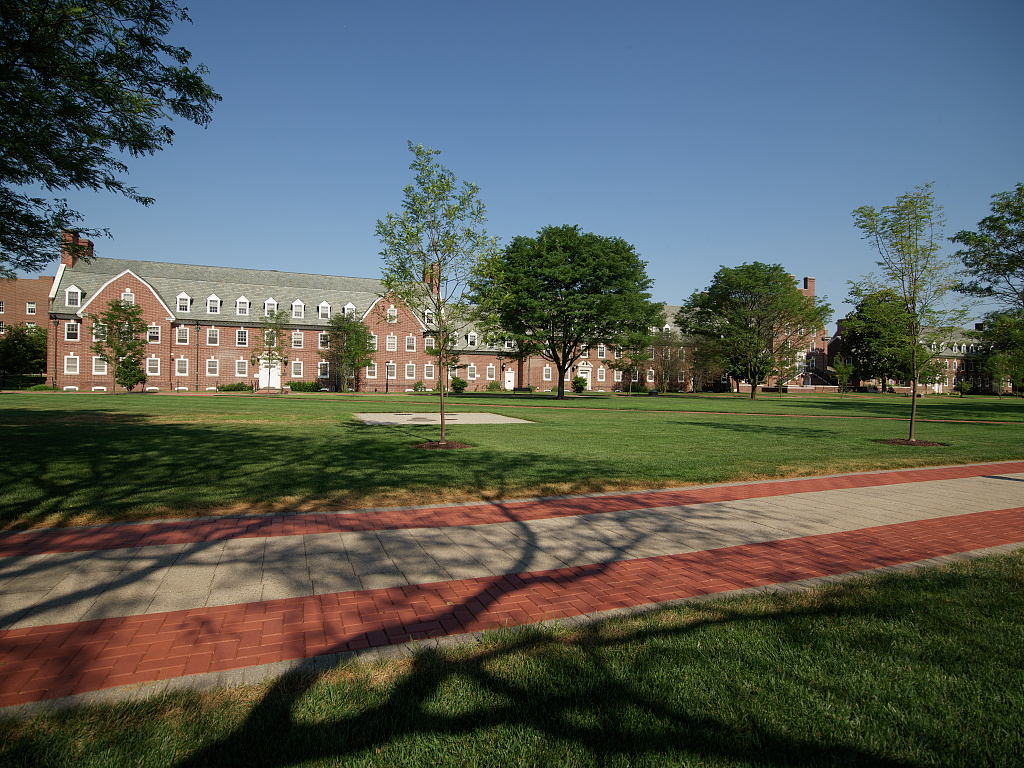
Кеннон-Хол у Делаверському університеті в Ньюарку

- Почесна докторка Гронінгенського університету, Нідерланди (1921)[43][44].
- Перша жінка, яка стала почесною докторкою Оксфордського університету (1925)[19].
- Обрана до Американського філософського товариства (1925)[45].
- Обрана однією з «найвеличніших живих американських жінок» Лігою жінок-виборців[en] (1929)[46].
- Перша жінка, нагороджена медаллю Генрі Дрейпера (1931)[47].
- Премія Еллен Річардс від Асоціації для сприяння науковим дослідженням жінками (1932)[48].
- Почесний ступінь Оґлторпського університету[en] (1935)[49].
- Перша жінка, обрана на посаду в Американському астрономічному товаристві[19].
- Членкиня Королівського астрономічного товариства[50].
- Почесна членкиня студентського товариства Фі Бета Каппа в Коледжі Веллслі[49].
- Членкиня-засновниця Асоціації Марії Мітчелл[en][49].

## Увічнення пам'яті
- Місячний кратер Кеннон[en] названий на її честь[47].
- Астероїд 1120 Каннонія названий на її честь[47].
- Премія Енні Джамп Кеннон, названа на її честь; вручається північноамериканським астрономкам з 1934 року[51].
- Кеннон-Хол, студентський гуртожиток у Делаверському університеті[52].
- Будівля Анні Джамп Кеннон була резиденцією президента Веслі-коледжу[en][53] в Довері, Делавер, до придбання коледжу Делаверським університетом[54].
- Включена до списку жінок на Поверху спадщини в мистецькій інсталяції Джуді Чикаго «Вечеря»[35].
- Включена до Національної зали слави жінок (1994)[55].
- Google Doodle на її честь (2014)[52].
- Зображена на 1-доларовій монеті (2019)[56].